# Laurie Waters
Laurie Waters (Schotland – Zuid-Afrika) was een Schots golfer, golfbaanarchitect en -coach. Als golfer won Waters vier keer het Zuid-Afrikaans Open. In 2010 werd hij postuum opgenomen op de Zuid-Afrikaanse Golf Hall of Fame.

## Prestaties
Toernooizeges
- Zuid-Afrikaans Open: 1903, 1904, 1907, 1920[1]
- Transvaal Open: 3 keer[1]

Ereplaatsen
- Tweede plaats op het Zuid-Afrikaans Open in 1908 en 1912[1]

## Architect
Waters ook een beroemde golfbaanarchitect en hij bouwde golfbanen voor de Zuid-Afrikaanse clubs.
- Durban Country Club[3]
- Royal Johannesburg Golf Club (West Course)
- Pretoria Country Club
- Parkview Golf Club
- Irene Country Club[4]
- Potchefstroom Country Club